# لحم الخنزير المملح

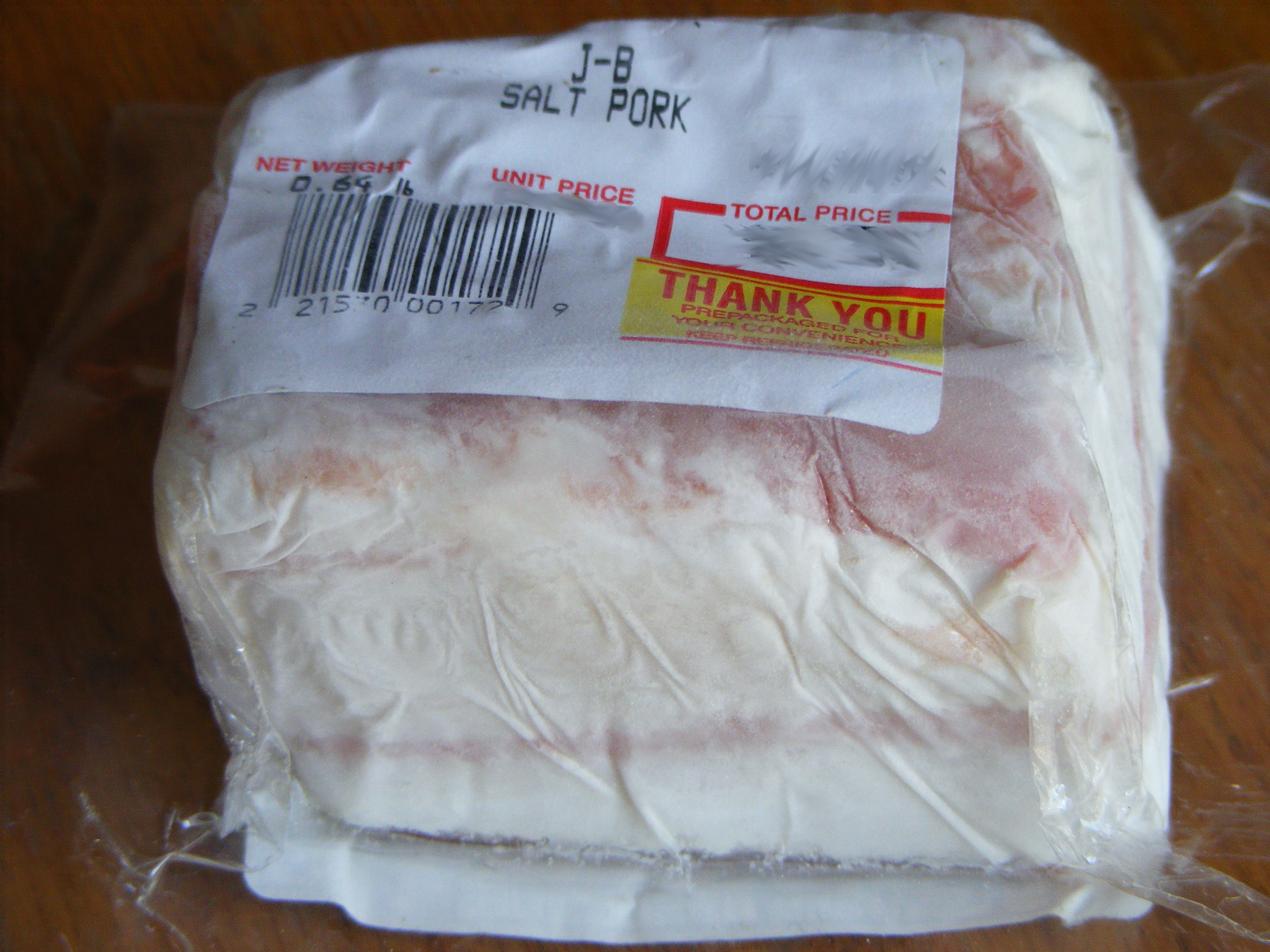

لحم الخنزير المملح هو لحم خنزير معالج بالملح. غالباً مايتم إعداده من لحم بطن الخنزير، أو نادراً من لحم الظهر. لحم الخنزير المملح عادة مايشبه لحم الخنزير المقدد الغير مقطع، ولكنه أكثر دسماً وصلابة، ومصنوع من الجزء الأسفل من البطن، وأكثر ملوحة، حيث أن اللحم المملح تتم معالجته بالملح بصورة قوية لفترة طويلة، ولا يتم تدخينه أبداً.
جنباً إالى جنب مع البسكويت المملح، كان لحم الخنزير المملح يعتبر حصصاً وغذاءاً قياسياً للعديد من الجيوش والقوات البحرية طوال القرنين السابع عشر والثامن عشر والتاسع عشر، وقد شُوهد استخدامه أثناء الحرب الأهلية الأمريكية، وحرب عام 1812، وحرب نابليون، وفي أمور أخرى. يستخدم الآن لحم الخنزير المملح في المطبخ الأمريكي الشعبي خاصة مع طبق فاصوليا بوسطن المخبوزة، وطبق لحم الخنزير والفاصوليا، وأيضاً لإضافة النكهة إلى الخضار المطبوخة في الماء، كما هو الحال مع الخضر في طعام السود التقليدي. ومكون أساسي لإضافة النكهة لحساء البطلينوس. غالباً يتم تقطيعها وطهيها ( مسلوقة أو مقلية ) قبل الاستخدام.
يحتوي لحم الخنزير المملح على كمية كبية من اللحم، تشبه الموجودة بلحم الخنزير المقدد المثالي، وتعرف ب«طبق الشرائح المخلية المحمرة» ، وتحظى بشعبية كطبق تقليدي في جنوب شرق الولايات المتحدة. كمنتج غذائي قائم بذاته فإنه يغلى عادة لتخفيف محتواه من الملح وطهيه جزئياً، ثم يقلى حتى يبدأ في تكوين سطح خارجي هش ومقرمش. قد يؤكل كلحم الخنزير المقدد، أو يستخدم في طبق لحم الخنزبر المدخن التقليدي.